# خانه بخت
خانهٔ بخت نام یک مجموعهٔ تلویزیونی ایرانی به کارگردانی «فریدون فرهودی» است که در سال ۱۳۷۰ تولید و در دههٔ فجر همان سال، از شبکه ۲ پخش گردید.

## خلاصه داستان
دو دوست دانشجو که با یکدیگر بسیار صمیمی هستند، در جریان مبارزات انقلاب در سال ۱۳۵۷، حضوری فعال دارند. مأموران ساواک، خانه و خانوادهٔ این دو جوان را مورد هجوم خود قرار می‌دهند و بدین ترتیب، پای افراد خانواهٔ ایشان هم به مبارزات سیاسی و انقلابی باز می‌شود.

## بازیگران و عوامل تولید

### بازیگران
- ولی شیراندامی
- منوچهر والی‌زاده
- ناصر گیتی‌جاه
- قاسم زارع
- مهین شهابی
- رضا عمرانی
- محسن مکاری
- افسانه محمدی
- پری اقبال‌پور

### عوامل تولید
- کارگردان: فریدون فرهودی
- فیلمنامه: رضا انصاریان
- مدیر فیلمبرداری: محمد کاظمی،
- تدوین: مصطفی موسوی
- موسیقی: انتخابی
- تهیه‌کننده: مصطفی موسوی
- محصول: گروه فیلم و سریال شبکه ۲
- سال تولید: ۱۳۷۰